# Meuvaines
Meuvaines település Franciaországban, Calvados megyében. Lakosainak száma 137 fő (2022. január 1.). Meuvaines Asnelles, Bazenville, Crépon, Ryes, Saint-Côme-de-Fresné és Ver-sur-Mer községekkel határos.

## Népesség
A település népességének változása:
| Lakosok száma | 175  | 137  | 137  | 142  | 147  | 144  | 144  | 137  | 136  | 137  |
|               | 1968 | 1982 | 1990 | 2006 | 2013 | 2015 | 2017 | 2019 | 2020 | 2022 |